# Dušan Zikmund
Dušan Zikmund (* 23. ledna 1952) je bývalý český hokejový útočník.

## Hokejová kariéra
V československé lize hrál za CHZ Litvínov. Odehrál 4 ligové sezóny, nastoupil ve 127 ligových utkáních, dal 25 gólů a měl 25 asistencí. V nižších soutěžích hrál za Slavii Praha, během vojenské služby za Duklu Jihlava B a po skončení ligové kariéry za TJ DS Olomouc.

## Klubové statistiky
| Sezona    | Klub                  | Soutěž  | Základní část | Základní část | Základní část | Základní část | Základní část |
| Sezona    | Klub                  | Soutěž  | Z             | G             | A             | B             | TM            |
| --------- | --------------------- | ------- | ------------- | ------------- | ------------- | ------------- | ------------- |
| 1970/1971 | Slavia Praha          | 2. liga | -             | -             | -             | -             | -             |
| 1971/1972 | ASD Dukla Jihlava B   | 2. liga | -             | -             | -             | -             | -             |
| 1972/1973 | ASD Dukla Jihlava B   | 2. liga | -             | -             | -             | -             | -             |
| 1973/1974 | CHZ Litvínov          | 1. liga | 38            | 5             | 9             | 14            | -             |
| 1974/1975 | CHZ Litvínov          | 1. liga | 44            | 12            | 11            | 23            | -             |
| 1975/1976 | CHZ Litvínov          | 1. liga | 10            | 3             | 0             | 3             | -             |
| 1976/1977 | CHZ Litvínov          | 1. liga | 35            | 5             | 5             | 10            | -             |
| 1977/1978 | TJ Moravia DS Olomouc | 2. liga | -             | -             | -             | -             | -             |
| 1978/1979 | TJ Moravia DS Olomouc | 2. liga | -             | -             | -             | -             | -             |
| 1979/1980 | TJ DS Olomouc         | 2. liga | -             | -             | -             | -             | -             |
| 1980/1981 | TJ DS Olomouc         | 2. liga | -             | -             | -             | -             | -             |
| 1981/1982 | TJ DS Olomouc         | 2. liga | -             | -             | -             | -             | -             |